# 刘溥 (弘治丙辰进士)
劉溥（1457年—1518年），字潤民，號博菴，山東濟南府新城縣人，民籍，明朝政治人物。

## 生平
成化十九年（1483年）癸卯科山東鄉試第六十二名舉人。弘治九年（1496年）中式丙辰科會試第二百七名，三甲第一百七十四名進士，授永宁县知县，修程子书院，在任二年，丁母憂歸。服闋，補藁城县知县，正德元年（1506年）擢升山西道監察御史，出按南直隶。劉瑾被诛後，正德六年（1511年），升任顺德府知府，因忤逆巡抚归乡。正德十三年卒，享年六十二。

## 家族
曾祖劉士宏；祖父劉迪；父劉褧，前母楊氏；母李氏。慈侍下。兄寶、弟澤。